# Aeroportul Niigata
Aeroportul Niigata (IATA: KIJ, ICAO: RJSN) este un aeroport din Prefectura Niigata, Japonia ce deservește zona Niigata. Aeroportul a fost tranzitat în decembrie 2020 de 28.683 de pasageri. A fost deschis în 1930 și numit după zona deservită.
Situat la o altitudine de 2 m, aeroportul dispune de 2 piste. Este operat de Ministry of Land, Infrastructure, Transport and Tourism⁠(d).

## Infrastructură

### Piste
Aeroportul dispune de 2 piste. Pista 04/22 are suprafața de asfalt și dimensiunile 1.314 m × 45 m. Pista 10/28 are suprafața de asfalt și dimensiunile 2.500 m × 45 m. 